# Convención General de la Iglesia Episcopal en los Estados Unidos de América
La Convención General es el principal órgano de gobierno y legislativo de la Iglesia episcopal en los Estados Unidos de América. Con la excepción de la Biblia, el Libro de Oración Común y la Constitución y Cánones, es la máxima autoridad en la Iglesia episcopal, siendo la instancia burocrática a través de la cual se ejerce la función colegiada del episcopado. La Convención General se compone de dos cámaras: la Cámara de Diputados y la Cámara de Obispos. Se reúne regularmente una vez cada tres años; sin embargo, la Cámara de Obispos se reúne regularmente entre sesiones de la Convención General. Los Obispos tienen el derecho de convocar reuniones especiales de la Convención General.
Todos los obispos diocesanos, coadjutores, sufragáneos y asistentes de la Iglesia Episcopal, ya sea en funciones o jubilados, tienen voz y voto en la Cámara de Obispos. Cada diócesis de la Iglesia episcopal, así como la Misión del Área de la Nación Navajo y la Convocatoria de Iglesias Episcopales en Europa, tiene derecho a representación en la Cámara de Diputados por medio de cuatro diputados clero, ya sean presbíteros o diáconos, canónicamente residentes en la diócesis, y cuatro diputados laicos que sean confirmados comulgantes en regla. La Iglesia Episcopal de Liberia tiene derecho a representación en la Cámara de Diputados por medio de dos diputados clero y dos diputados laicos, todos con voz pero sin voto. La Presencia Oficial Juvenil es un grupo de dieciocho jóvenes de secundaria, dos de cada una de las provincias. También tienen voz pero sin voto. Las resoluciones deben ser aprobadas por ambas cámaras para entrar en vigor.
La convención se divide en comités que consideran las resoluciones. Las resoluciones surgen de cuatro fuentes diferentes: 
1. Resoluciones "A" de organismos interinos cuyo trabajo se recopila en lo que se conoce como el "Libro Azul"
2. Resoluciones "B" que provienen de Obispos
3. Resoluciones "C" que provienen de convenciones diocesanas y
4. Resoluciones "D" que se originan de los Diputados.

Cada resolución debidamente presentada se remite a un comité de la convención que hace su recomendación a la Cámara. Cuando una cámara ha actuado sobre la resolución, se envía a la otra cámara para su consideración.

## Oficiales

### Obispo Presidente
El oficial presidente de la Cámara de Obispos es el Obispo Presidente. Ambas cámaras participan en la selección de un nuevo Obispo Presidente. Los miembros del Comité Nominador Conjunto para la Elección del Obispo Presidente son elegidos por ambas cámaras. La Cámara de Diputados elige un delegado clerical y uno laico de cada provincia, y la Cámara de Obispos elige un obispo de cada provincia para integrar el comité conjunto. Cuando debe elegirse un nuevo Obispo Presidente, las cámaras se reúnen en sesión conjunta, y el comité nominador propone al menos tres obispos. Durante la sesión conjunta, cualquier diputado u obispo puede proponer candidatos adicionales. La Cámara de Obispos elige al Obispo Presidente entre todos los nominados. Los resultados de la elección se comunican a la Cámara de Diputados, que luego vota para confirmar o no la elección.

### Otros oficiales
Los oficiales presidentes de la Cámara de Diputados son el presidente y el vicepresidente.
Un tesorero es elegido por ambas cámaras en cada reunión regular de la Convención General. El tesorero formula el presupuesto de la Iglesia Episcopal, recibe y desembolsa todos los fondos recaudados bajo la autoridad de la convención, y con la aprobación del Obispo Presidente invierte los fondos excedentes. Si el cargo de tesorero queda vacante, el Obispo Presidente y el presidente de la Cámara de Diputados nombran un tesorero hasta que se celebre una nueva elección. El tesorero de la Convención General y del Consejo Ejecutivo es Kurt Barnes.
En cada reunión regular de la Convención General, el secretario de la Cámara de Diputados es, mediante acción concurrente de ambas cámaras, nombrado secretario de la Convención General. El secretario supervisa la publicación del Diario de la Convención General. Además, el secretario también notifica a los obispos y secretarios de cada diócesis sobre las acciones de la Convención General, especialmente las modificaciones al Libro de Oración Común y a la constitución de la Iglesia Episcopal. Si los cargos de presidente y vicepresidente quedan vacantes durante el trienio, el secretario cumple las funciones de presidente hasta la próxima reunión de la Convención General. El Secretario es también el secretario corporativo de la Sociedad Misionera Nacional y Extranjera, el cuerpo corporativo de la Iglesia Episcopal, y uno de los cuatro oficiales superiores de la iglesia. El Rvdo. Canónigo Michael Barlowe es el Secretario de la Cámara de Diputados, habiendo sido nombrado tras la jubilación de su predecesor, el Rvdo. Gregory Straub en 2013.
Barlowe es también el Oficial Ejecutivo de la Convención General, un cargo nombrado conjuntamente por el Obispo Presidente y el presidente de la Cámara de Diputados. El Oficial Ejecutivo "supervisa todos los aspectos del trabajo del gobierno eclesiástico, desde la selección del sitio hasta la supervisión y financiación del trabajo mandado por la convención". Supervisa al secretario, tesorero y administrador de la Convención General y dirige la oficina ejecutiva de la Convención General, que coordina el trabajo de los comités, comisiones, juntas y agencias (CCABs).

## Órganos provisionales y comisiones permanentes
Los órganos provisionales, que se reúnen entre las sesiones de la Convención General, incluyen el Consejo Ejecutivo, varias comisiones permanentes y grupos de trabajo constituidos por la Convención, los cuales estudian y redactan propuestas de políticas para su consideración y rinden informe nuevamente a la Convención General. Los grupos de trabajo pueden variar en tamaño, membresía y duración según la resolución de la Convención General que ordene su formación. El Consejo Ejecutivo, compuesto por los oficiales de la Convención General y miembros elegidos por la Convención General y las provincias de la Iglesia, supervisa la ejecución de los programas y políticas adoptados por la Convención General. Cada comisión permanente está compuesta por cinco obispos, cinco presbíteros o diáconos, y diez laicos. No se requiere que los presbíteros, diáconos y laicos sean diputados. Los obispos son nombrados por el Obispo Presidente, mientras que los demás clérigos y laicos son nombrados por el presidente de la Cámara de Diputados. Los miembros son nombrados por períodos rotativos, de modo que el mandato de la mitad de los miembros expira al concluir cada reunión ordinaria de la Convención General. Las comisiones permanentes son:
- Liturgia y Música
- Estructura, Gobernanza, Constitución y Cánones
- Misión Mundial

El Obispo Presidente y el presidente de la Cámara de Diputados son miembros ex officio de todas las comisiones y pueden nombrar representantes personales para asistir a las reuniones de las comisiones sin derecho a voto. Ambos nombran conjuntamente a miembros del Consejo Ejecutivo como personas de enlace (liaison) para proporcionar comunicación entre el consejo y cada comisión. Estas personas de enlace no son miembros de la comisión y no pueden votar; sin embargo, sí tienen voz. El Obispo Presidente también nombra a un miembro del personal para asistir a cada comisión en su labor.
Cualquiera de las cámaras puede remitir asuntos a una comisión, pero una cámara no puede instruir a una comisión para que tome alguna acción sin el consentimiento de la otra cámara.

## Historia
La Revolución americana fue muy perjudicial para las iglesias episcopales en los Estados Unidos. No había diócesis ni obispos anglicanos en las Trece Colonias antes de la Revolución, por lo que cuando las congregaciones estadounidenses se separaron de la Iglesia de Inglaterra, "la cadena que las mantenía unidas [fue] rota". En 1782, William White, el padre de la Iglesia episcopal, escribió en su panfleto The Case of the Episcopal Churches in the United States Considered, "parecería que su futura continuidad solo puede asegurarse mediante asociaciones voluntarias para la unión y el buen gobierno". En América, la unidad central de la iglesia sería la congregación, en lugar de la diócesis. White, discípulo de John Locke, creía que la iglesia, al igual que el Estado, debía ser una democracia. Propuso que las congregaciones en cada estado federado se unieran para formar una convención anual (en lugar de una "convocación" o "sínodo", términos que denotan un cuerpo convocado por un obispo) de clérigos y representantes laicos de las congregaciones. En el plan de White, las convenciones estaduales enviarían representantes a tres convenciones provinciales que elegirían representantes para la Convención General cada tres años.
La constitución redactada en 1789 era muy similar al plan de White, excepto que las convenciones estaduales elegirían directamente a los representantes para la Convención General. Los obispos serían elegidos democráticamente y responsables ante la Convención General y sus respectivas convenciones estatales (luego diocesanas). Los obispos serían "sirvientes de la Iglesia y no sus señores". A menudo se dice que las Constituciones de los Estados Unidos y de la Iglesia episcopal fueron escritas por las mismas personas. Aunque esto no es cierto, ambas fueron redactadas aproximadamente al mismo tiempo en Filadelfia por personas que se conocían entre sí y que buscaban "reemplazar el gobierno jerárquico por un gobierno igualitario y democrático".
La Cámara de Diputados es la más antigua de las dos cámaras, ya que fue formada en 1785. William White fue el primer Presidente de la Cámara de Diputados. La Cámara de Obispos fue formada en 1789 para ganar el apoyo de quienes deseaban un papel mayor para los obispos. La Cámara de Diputados tenía la ventaja porque con una mayoría del 80 por ciento podía anular un veto de la Cámara de Obispos hasta 1808, cuando ambas cámaras recibieron vetos absolutos. White se convirtió en el primer Obispo de Pensilvania y el primer Obispo Presidente de la Iglesia episcopal.

## Convenciones notables
1785 Filadelfia—Convención General inicial de la Iglesia episcopal.
1817 Ciudad de Nueva York—Aprobación de legislación que fundó el Seminario Teológico General.
1865 Filadelfia—Tras el fin de la Guerra Civil, obispos de dos diócesis confederadas son cordialmente recibidos en la Convención General, allanando el camino para que el resto de las diócesis del Sur se reincorporen a la iglesia poco después.
1976 Mineápolis, Minnesota—Aprobación de la ordenación de mujeres.
2003 Mineápolis—El reverendo Gene Robinson fue confirmado como el primer obispo abiertamente gay en la Iglesia episcopal.
2006 Columbus (Ohio)—Elección de Katharine Jefferts Schori como la 26.ª Obispo Presidente, la primera mujer en el cargo. Respuesta al Informe de Windsor: Se solicita a las diócesis ejercer moderación al ordenar obispos que puedan causar mayor tensión en la Comunión Anglicana.
2015 Salt Lake City—Elección de Michael Bruce Curry como 27.º Obispo Presidente, el primer afroamericano en el cargo. Cambios canónicos y litúrgicos que eliminan el "lenguaje que define el matrimonio como entre un hombre y una mujer", permitiendo así el matrimonio entre personas del mismo sexo para todos los episcopales.
2018 Austin (Texas)—Tras el tiroteo en la escuela secundaria Stoneman Douglas, se aprobó un plan para invertir en fabricantes y minoristas de armas de fuego como forma de activismo accionarial.